# Tuset Street
Tuset Street es una película española de 1968 protagonizada por Sara Montiel, con música de Augusto Algueró y rodada en Eastmancolor. Su rodaje fue polémico debido a que la actriz y productora cesó al director Jorge Grau y lo sustituyó por el veterano Luis Marquina.

## La Calle de Tuset
Durante la década de 1960 España experimentó un desarrollo económico sin precedentes que provocó enormes cambios sociales. Sin embargo, estos no fueron acompañados por cambios políticos y la dictadura del general Franco continuaba rigiendo los destinos de los españoles. En Barcelona, durante la segunda mitad de la década, la Calle de Tuset y su entorno se convirtieron en una moderna zona comercial que atraía a creativos de diverso tipo: diseñadores gráficos, fotógrafos y agencias publicitarias. El fotógrafo Oriol Maspons la denominó Tuset Street. La zona fue el lugar de encuentro de un sector de la burguesía barcelonesa que fue denominado como gauche divine.
En esa época se editaba el semanario en catalán Tele/Estel, en el que Àngel Casas escribía una sección titulada «Tuset Street» y que reflejaba los acontecimientos del lugar; la agencia publicitaria Tiempo contaba con la participación de Leopoldo Rodés, José Carlos Iriarte, Leopoldo Pomés y Karin Leinz; la agencia de relaciones públicas de Jesús Ulled y Victor Sagi organizó un desfile de modelos en la calle para Renoma; el establecimiento La Cova del Drac, guiado por Josep Maria Espinàs y Ermengol Passola, programaba recitales de música en catalán; también surgieron otros locales, como el Stork Club o Bocaccio; las terrazas repletas de gente joven otorgaban un aire peculiar y moderno a la zona.
En ese ambiente moderno y progresista se pensó ambientar una película titulada Tuset Street.

## El proyecto
En 1968, el cineasta Jorge Grau —vinculado a la denominada Escuela de Barcelona— tenía el argumento para una película que él mismo quería dirigir y que estaría ambientada en Barcelona y mostraría el contraste entre dos sociedades distintas: la de la gauche divine, moderna y de clase alta, y la de clase trabajadora de los espectáculos del Paralelo. Grau había pensado en Serena Vergano para interpretar a una chica del coro de El Molino. Por otro lado, el cineasta Ricardo Muñoz Suay, conocedor del proyecto, pensó que podría ser útil para relanzar la carrera cinematográfica de Sara Montiel. Los éxitos que la actriz y cantante había alcanzado con El último cuplé y La violetera quedaban lejos y, habiendo superado ya los cuarenta años, necesitaba un cambio de registro. Muñoz pensó que una temática moderna como la que había concebido Grau podría ser útil para ello.
La idea pareció satisfactoria para ambas partes. Grau tuvo que adaptar su argumento porque Montiel no podía encarnar a una simple corista, así que la transformó en una vedette. Por su parte, Sara Montiel aceptó producir ella misma la película y que la dirigiera Jorge Grau. Se contrató a excelentes profesionales: Rafael Azcona elaboraría el guion, Augusto Algueró crearía la banda sonora, Enrique Alarcón se ocuparía de la dirección de arte y el actor belga Patrick Bauchau interpretaría el papel coprotagonista. Todo auguraba un excelente resultado artístico y económico.

## El conflicto

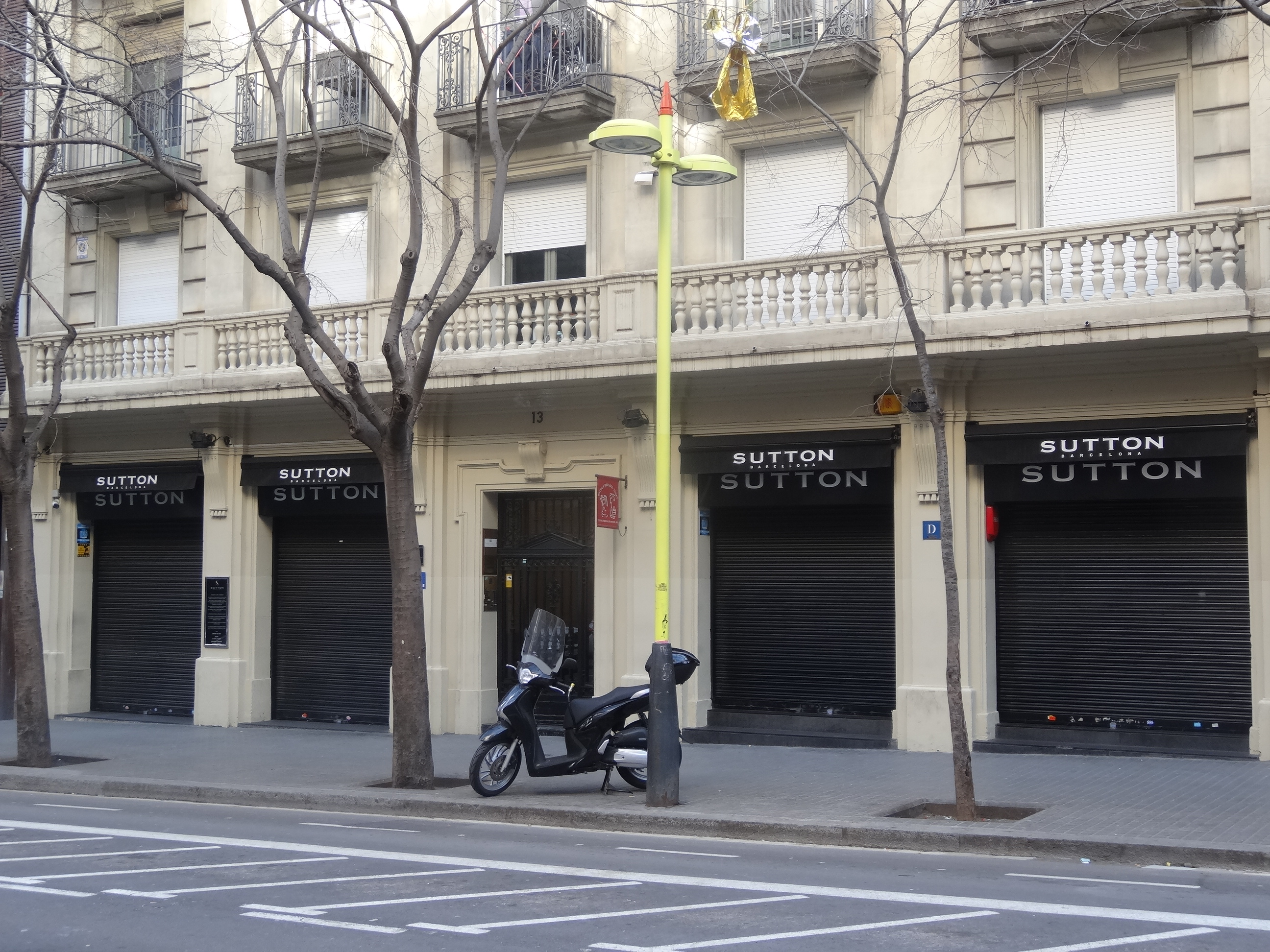
La calle conserva todavía sus típicas farolas amarillas.

Los dos sectores que confluyeron en la realización de la película no llegaron a integrarse. En el filme trabajaban numerosos integrantes de la Escuela de Barcelona que no sentían ningún respeto por Sara Montiel. Identificaban a la actriz con el más rancio y franquista cine español y se reían sin ningún reparo de su interpretación, su vestuario y sus comentarios. La protagonista y productora acabó dándose cuenta y receló de todo lo que hacían aquellos profesionales de la gauche divine. El mismo Jorge Grau relató años más tarde el enfrentamiento siendo muy crítico con aquellos profesionales izquierdistas —según él muchos militaban en el comunista Partido Socialista Unificado de Cataluña (PSUC)— y pertenecientes a familias de la alta burguesía. Añadía que él estaba entre ambos sectores del equipo de rodaje, pues su origen humilde le distanciaba de ese sector elitista.
Sin embargo, la gota que colmó el vaso de la paciencia de Montiel fue la decisión del director acerca de dónde emplazar la cámara en una secuencia en la que ella actuaba subida a un podio. La actriz consideraba que se trataba de un plano deliberadamente desfavorecedor y dijo que Grau quería acabar con su carrera. Este invocó su autoridad como director para situar la cámara en el lugar que considerase más conveniente. Pero Sara Montiel era también la productora de la película y, tras una pausa en el rodaje, le sustituyó por el veterano Luis Marquina. Grau se negó a que su nombre figurara en los títulos de crédito como director, ya que no reconocía el resultado final como propio. El enfrentamiento trascendió y el consiguiente escándalo acabó beneficiando la carrera comercial del filme.

## Sinopsis
Jordi Artigas es un prestigioso y mujeriego arquitecto que se encuentra negociando un importante contrato con el Ayuntamiento de Barcelona. Incitado por su amigo Miki, apuesta a que puede seducir a Violeta Riscal, una hermosa y madura vedette de El Molino que compagina el espectáculo con la prostitución. Poco a poco, Jordi consigue vencer los recelos de Violeta y finalmente esta cae enamorada en su apartamento. La escena es grabada por los amigos de Jordi y reproducida públicamente en el bar en el que se reúnen. A pesar de haber ganado la apuesta, Jordi mantiene su relación con Violeta y cada vez se relaciona menos con sus conocidos. Sin embargo, en una ocasión Violeta entra en el bar y oye la grabación, descubre el engaño y rompe con Jordi. Este se humilla ante ella buscando reanudar la relación, pero ella le rechaza.

## Personajes e intérpretes
- Sara Montiel interpreta a Violeta Riscal, una vedette que actúa en El Molino y se dedica a tiempo parcial a la prostitución. Su edad y profesión hacen que sea inicialmente escéptica ante la aproximación de Jordi, pero finalmente se enamora de él. Al descubrir el engaño, expulsa a su amante de su lado. Parece que el propósito del director Jorge Grau era que la diva tuviera una importancia algo secundaria en la película frente al personaje masculino, pero el cambio de director modificó la situación. Puesto que la propia actriz era también productora de la película, el papel fue potenciado para su mayor lucimiento. Según Grau, Luis Marquina añadió los números musicales que Sara canta en el escenario de El Molino. La actriz quedó muy satisfecha con su imagen gracias a los vestidos de Vargas Ochagavía y consideraba que había aparecido más guapa que nunca, pero la crítica no pensó lo mismo. No obstante, sus seguidores consideran que la suya es la mejor interpretación del filme.

- El belga Patrick Bauchau da la réplica a Sara Montiel interpretando a Jordi Artigas. Bauchau había alcanzado cierta fama por su trabajo en La coleccionista a las órdenes de Éric Rohmer, por lo que debió parecer una buena baza para la promoción internacional de la película. Aunque figura por detrás de Montiel en los títulos de crédito, su papel es más visible ya que la historia está narrada a través de él. Bauchau sufrió una hepatitis durante el rodaje que obligó a retrasar la filmación. Su moderno vestuario fue obra de la firma local Renoma. En la versión en español fue doblado por Simón Ramírez.

- La modelo y actriz Teresa Gimpera interpreta a Teresa, colaboradora y ocasional amante de Jordi. Gimpera estaba considerada como la musa de la Escuela de Barcelona. Su moderno vestuario, elaborado por el barcelonés Andrés Andreu, es muy diferente del de la protagonista. A pesar de que ya tenía experiencia cinematográfica, también su voz fue doblada por María de los Ángeles Herranz.

- El director de cine Jacinto Esteva, también vinculado a la Escuela de Barcelona, interpreta a Miki, el supuesto amigo de Jordi que le incita a burlar a Violeta. Quizá sus cualidades interpretativas fueran limitadas, pues su voz fue doblada por Jesús Nieto.

- La joven Emma Cohen —acreditada como Emma Silva— debutó en el cine interpretando a Mariona, joven amante de Miki que, comprobando la infidelidad de este, seduce a Jordi. Según Grau, la actriz acababa de ser expulsada de Francia por haber participado en las revueltas del mayo parisino. Su voz también fue doblada por la actriz Ángela González.

- El también director Luis García Berlanga tiene un pequeño papel como admirador de Violeta Riscal. Su voz fue doblada por Ángel María Baltanás.

- Alfredo Landa realiza un cameo interpretando a un castizo y enfervorizado espectador de Violeta en El Molino.

### Reparto
| Intérprete        | Rol            |
| ----------------- | -------------- |
| Sara Montiel      | Violeta Riscal |
| Patrick Bauchau   | Jordi Artigas  |
| Teresa Gimpera    | Teresa         |
| Jacinto Esteva    | Miki           |
| Emma Silva        | Mariona        |
| Luis G. Berlanga  | Aparicio       |
| Jaime Picas       | Llongueras     |
| Tomás Torres      | Oriol          |
| Adrián Gual       |                |
| Óscar Pellicer    |                |
| Francisco Barnaba |                |
| Milagros Guijarro |                |

## Dirección artística
La película cuenta con unos excelentes decorados elaborados por Enrique Alarcón. Este recreó en estudio la vivienda de Jordi, un modernísimo apartamento con muebles y electrodomésticos ocultos que giraban al pulsar un botón y con puertas automáticas. La decoración se completaba con carteles de música de la época o relativos a la actualidad. Alarcón fue premiado con la Medalla del Círculo de Escritores Cinematográficos a los mejores decorados. Los exteriores se rodaron en la propia calle de Tuset y en los locales de los alrededores: La Cova del Drac, Bocaccio y The Pub Tuset. También en empresas situadas en la misma calle como Renoma o Publicidad Tiempo Sinergie. El amarillo impregnó todo el ambiente; las farolas fueron pintadas de nuevo y se colocaron toldos de ese color. La asociación de vecinos colaboró con el equipo de rodaje. El colorido cartel de Jano completaba la imagen moderna del filme.

## Música
Junto a los decorados, la música es otro de los aspectos elogiados de la película. Fue encargada a Augusto Algueró, músico de gran prestigio en la época que había compuesto las partituras de películas al servicio de estrellas infantiles y juveniles como  Joselito, Marisol y Rocío Dúrcal. Su banda sonora incluye temas de bossa nova y soul salvaje. Para las canciones contó con la colaboración de Antonio Guijarro y Phil Trim.

### Canciones
Durante la película Sara Montiel interpreta las siguientes canciones sobre el escenario de El Molino:
- «Verano», de Rafael de León y Juan Solano
- «Frenesí», de Alberto Domínguez
- «Tengo miedo», de León y Solano
- «Encuentro», de León y Solano

Además, en la banda sonora se escuchan las canciones «Tuset Street», firmada por Augusto Algueró, Antonio Guijarro y Phil Trim, y «Sólo pienso en ti», de Algueró y Guijarro. 
También se puede escuchar a Manolo de Vega cantando en un tablao flamenco, y a otro cantante interpretando una canción en catalán en una sala de fiestas —probablemente La Cova del Drac— en la que Jordi negocia un contrato.

## Recepción
La polémica entre Jorge Grau y Sara Montiel tuvo difusión en los medios de comunicación y dio publicidad a la película. Esto hizo que funcionara bien en la taquilla. Muchos espectadores acudieron a las salas, bien por curiosidad, bien para apoyar a la diva. Sin embargo, las críticas fueron muy duras con el filme, con sus directores y con sus intérpretes. 

### Premios
Medallas del Círculo de Escritores Cinematográficos
| Categoría         | Nominados       | Resultado |
| ----------------- | --------------- | --------- |
| Mejores decorados | Enrique Alarcón | Ganador   |